# Horton Heath
Horton Heath är en by i Hampshire i England. Byn ligger 12,4 km 
från Winchester. Orten har 2 223 invånare (2001).